# Adamsia sociabilis
Adamsia sociabilis är en havsanemonart som beskrevs av Addison Emery Verrill 1882. Adamsia sociabilis ingår i släktet Adamsia och familjen Hormathiidae. Inga underarter finns listade i Catalogue of Life.